# Herrenhaus Dolgen

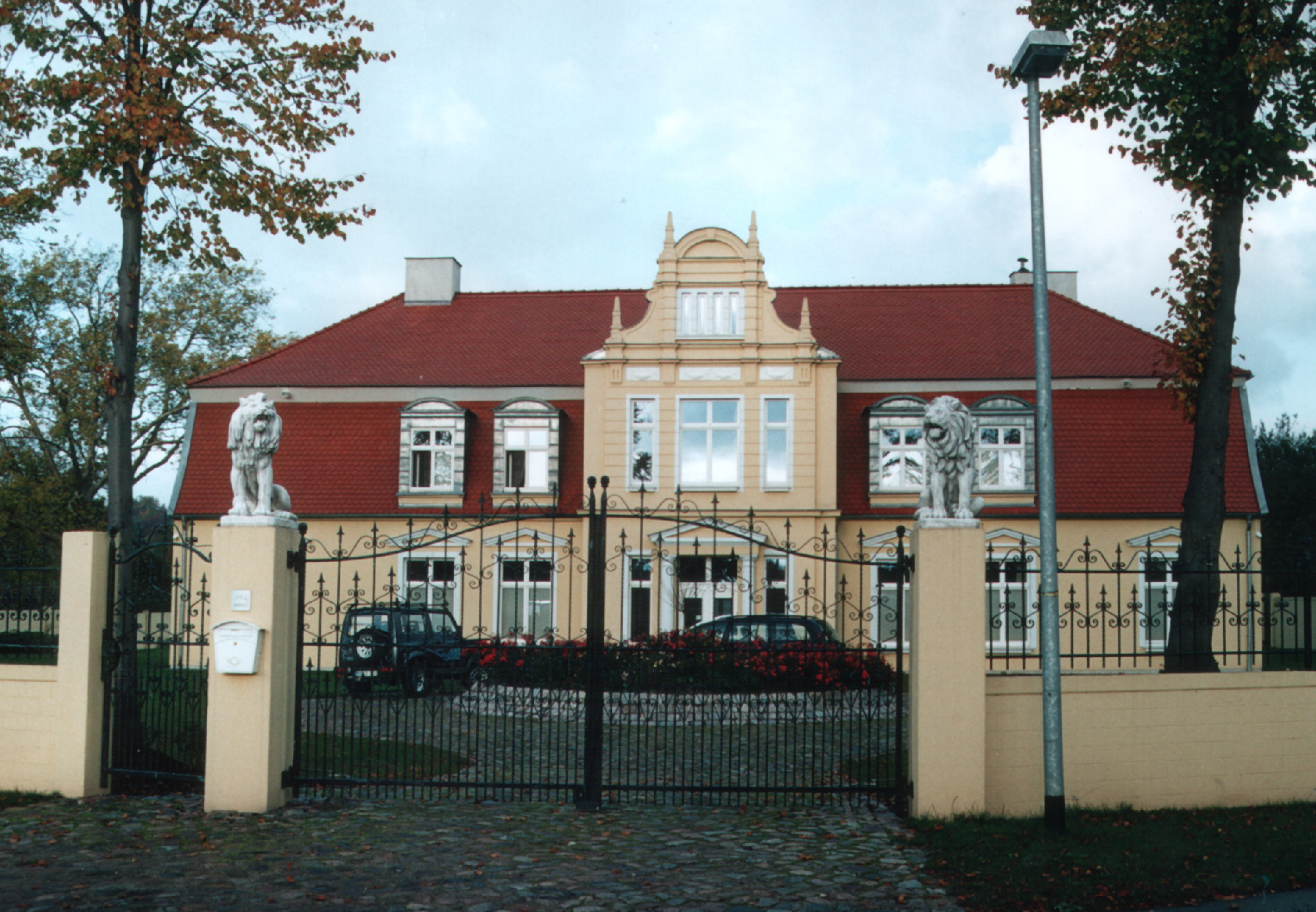
Herrenhaus Dolgen (Oktober 2003)

Das Herrenhaus Dolgen im Ortsteil Dolgen der Gemeinde Dolgen am See im Landkreis Rostock ist ein ursprünglich im 16. Jahrhundert errichtetes und danach immer wieder umgebautes Gutshaus im Stil der Neorenaissance. Sein heutiges Aussehen erhielt es nach Umbaumaßnahmen in den 1890er Jahren durch Gustav Freiherr von Plessen. Nach umfangreichen Sanierungsarbeiten, die im Jahr 1995 begannen, wurde es in diesen Zustand weitgehend authentisch zurückversetzt.

## Historisches zum ehemaligen Rittergut und Gutsdorf Dolgen

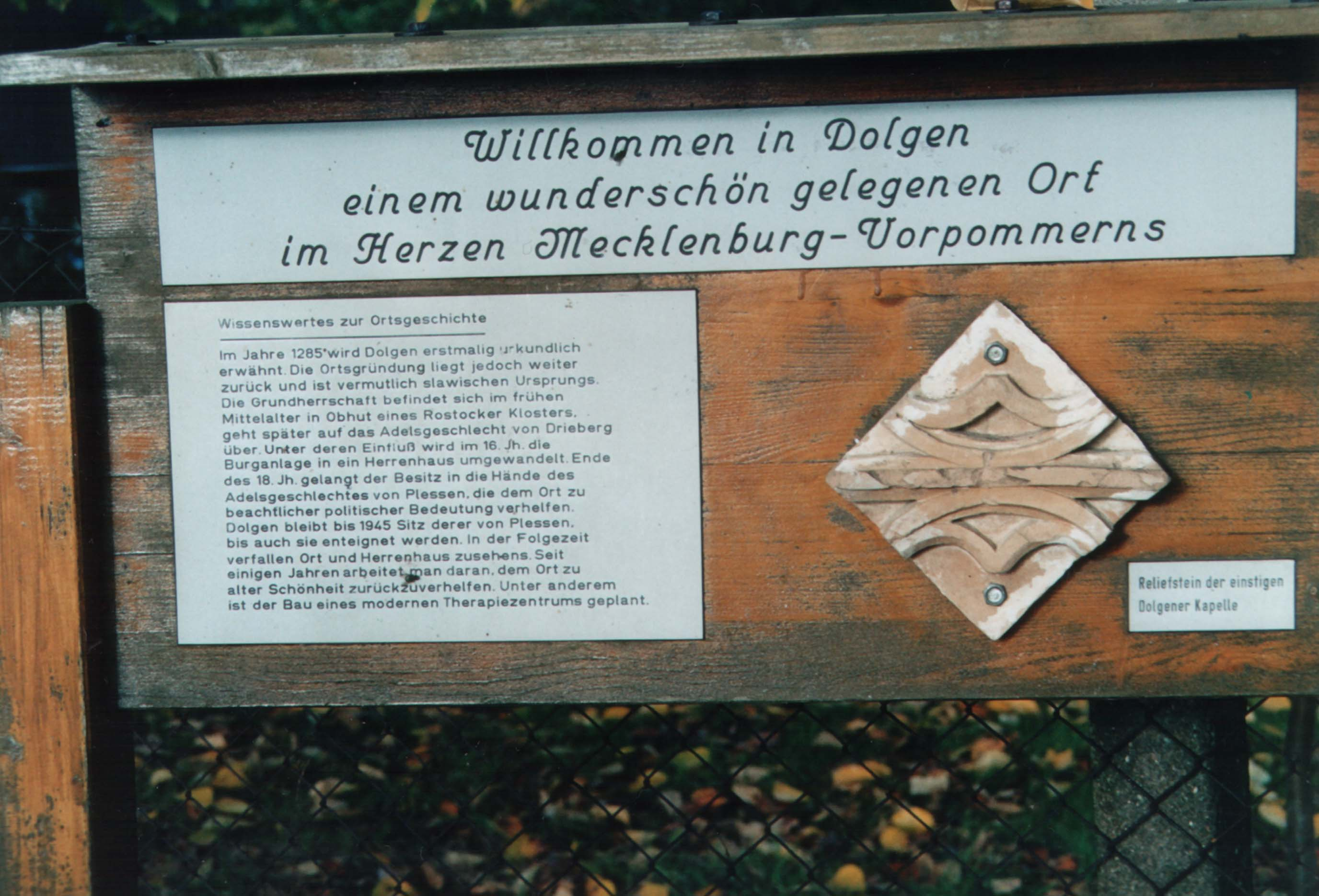
Geschichtstafel im Dorf Dolgen

Im Jahre 1285 verlieh der Herr von Werle Nikolaus II. das Dorf Dolgen am See an den Rostocker Bürger Nikolaus und der Ort wurde erstmals urkundlich erwähnt. Wenige Jahre später gelangte es in den Besitz des Klosters zum Heiligen Kreuz. Dolgen gehörte bis 1945 zu den ritterschaftlichen Gütern und hatte nach Niekammer’s Adressbuch eine Größe von 468,1 Hektar. Vom Ende des 18. Jahrhunderts bis 1945 gehörte das Gut der Familie von Plessen. Bis zu seinem Tode im Jahre 1837 lebte Leopold von Plessen hier. In der Erbfolge kam das Herrenhaus in den Besitz seines Sohnes Hermann, der mecklenburgischer Kammerherr wurde und mit Suzette von Stralendorff genannt von Kolhans verheiratet war, nachfolgend wiederum an den gleichnamigen Enkel Hermann von Plessen-Dolgen. Das Rittergut Dolgen wurde 1945 im Zuge der Bodenreform in Deutschland enteignet, parzelliert und zunächst durch Neusiedler aufgesiedelt; im Jahr 1950 erfolgte die Umwandlung in eine LPG. Ein Teil des ehemaligen Gutsparks am Dolgener See wurde zu DDR-Zeiten als Ferienlager für die Volkspolizei angelegt und auch durch die Gesellschaft für Sport und Technik genutzt. Nach 1990 wurde es privatisiert und nennt sich seit 2006 Feriendorf Dolgen.

## Historische Ansichten des Herrenhauses
Die nachstehenden Bilder dokumentieren die baulichen Veränderungen des Herrenhauses Dolgen seit Ende des 18. Jahrhunderts bis zum Jahr 1994:

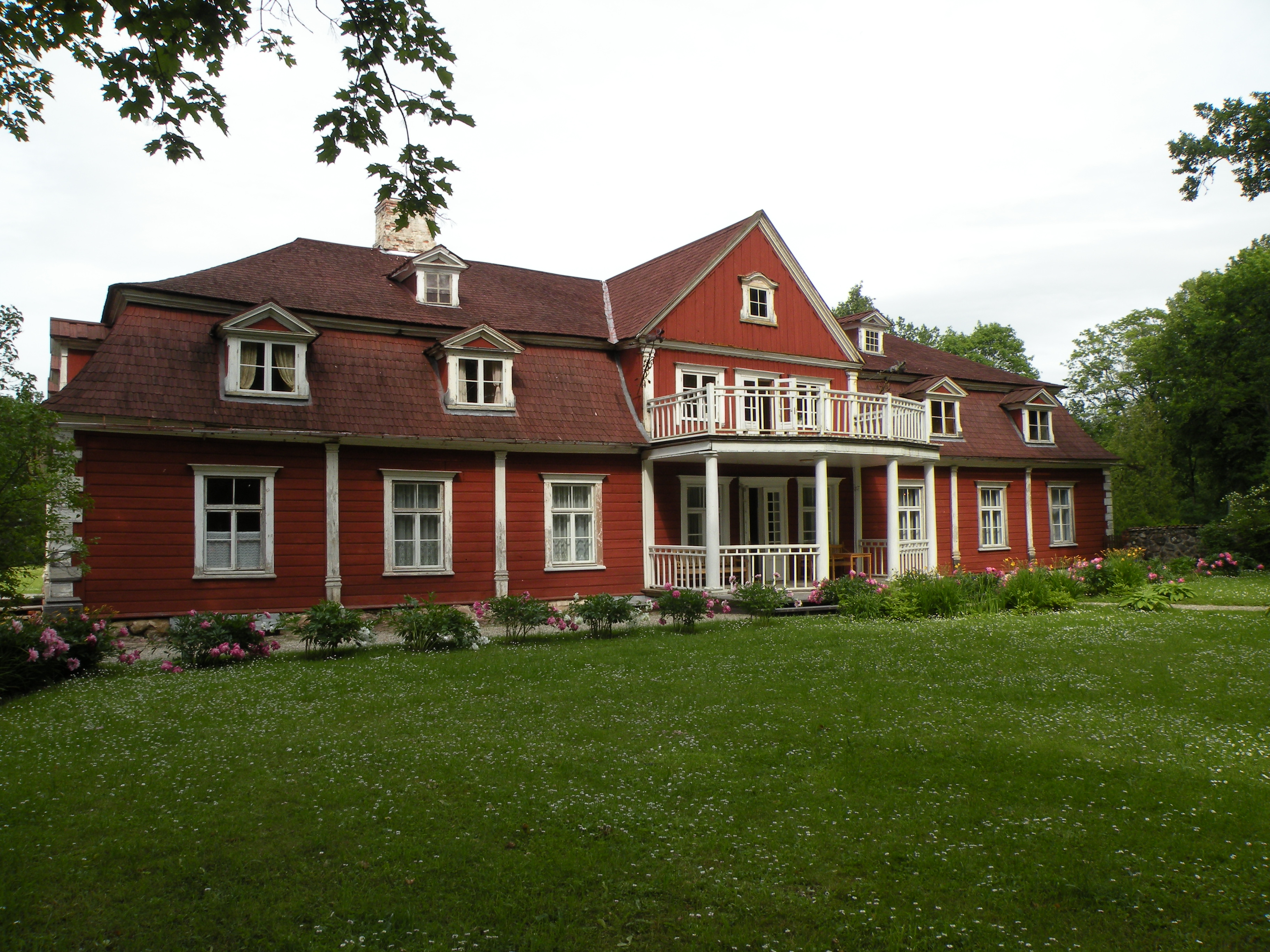
Gutshaus Orellen – Vorbild zum Umbau Anfang 19. Jh.
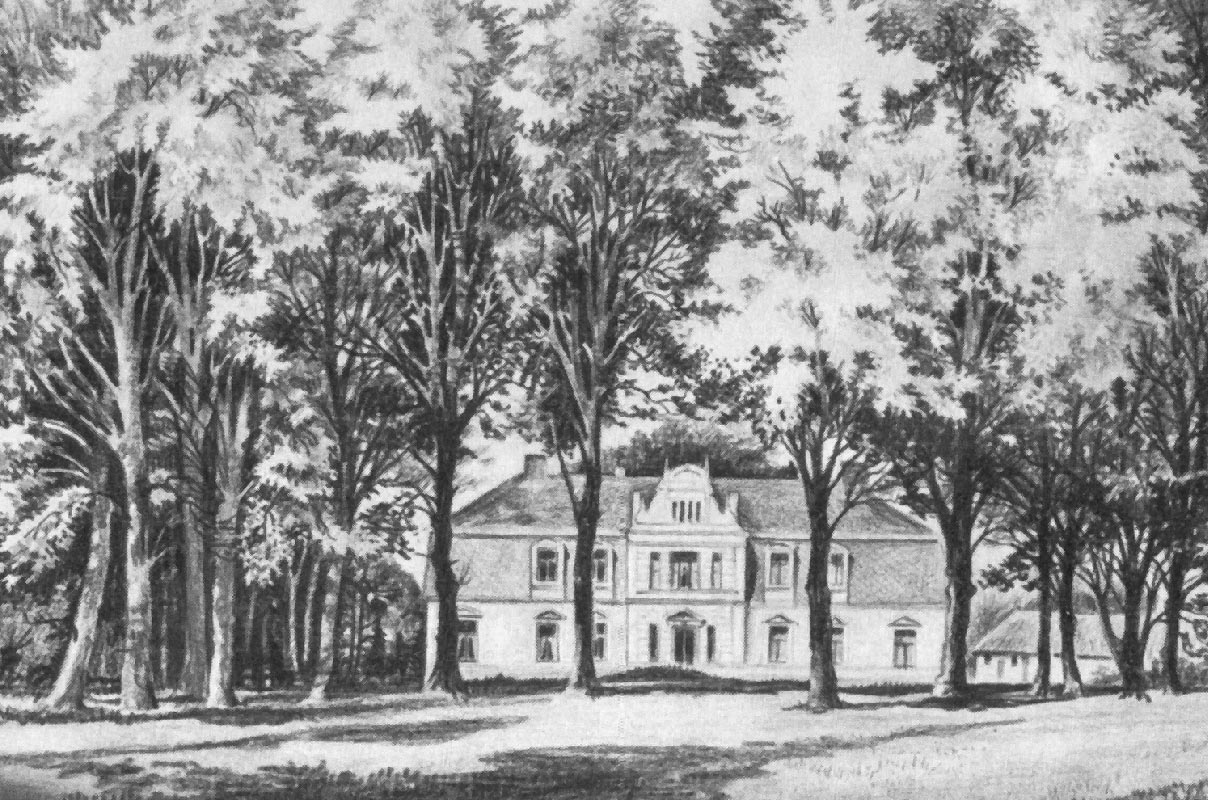
Herrenhaus Dolgen nach weiterem Umbau um 1890
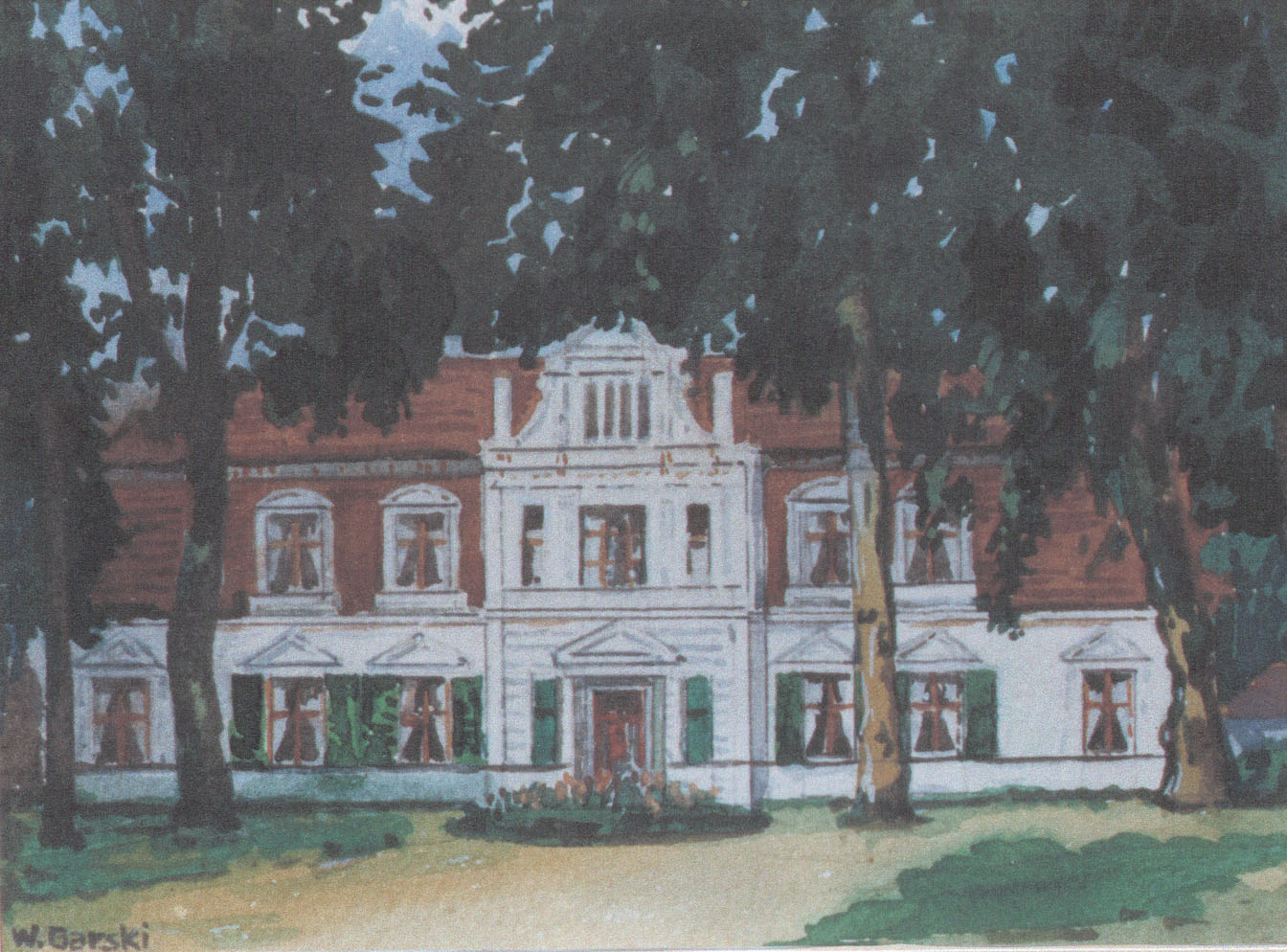
Ansicht um 1943
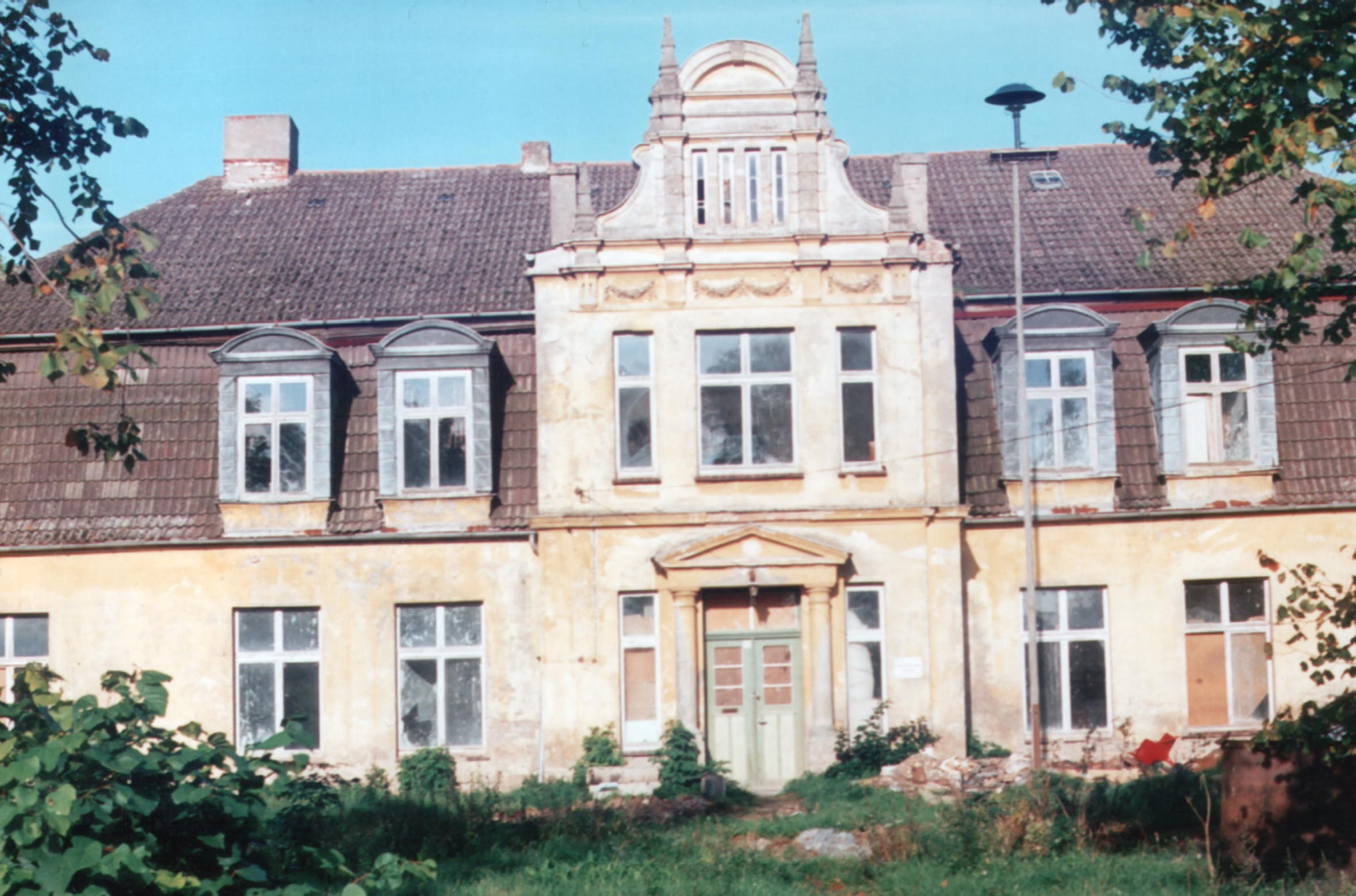
Zustand im Jahre 1994

## Die Geschichte des Herrenhauses und seines zugehörigen Gebäudeensembles

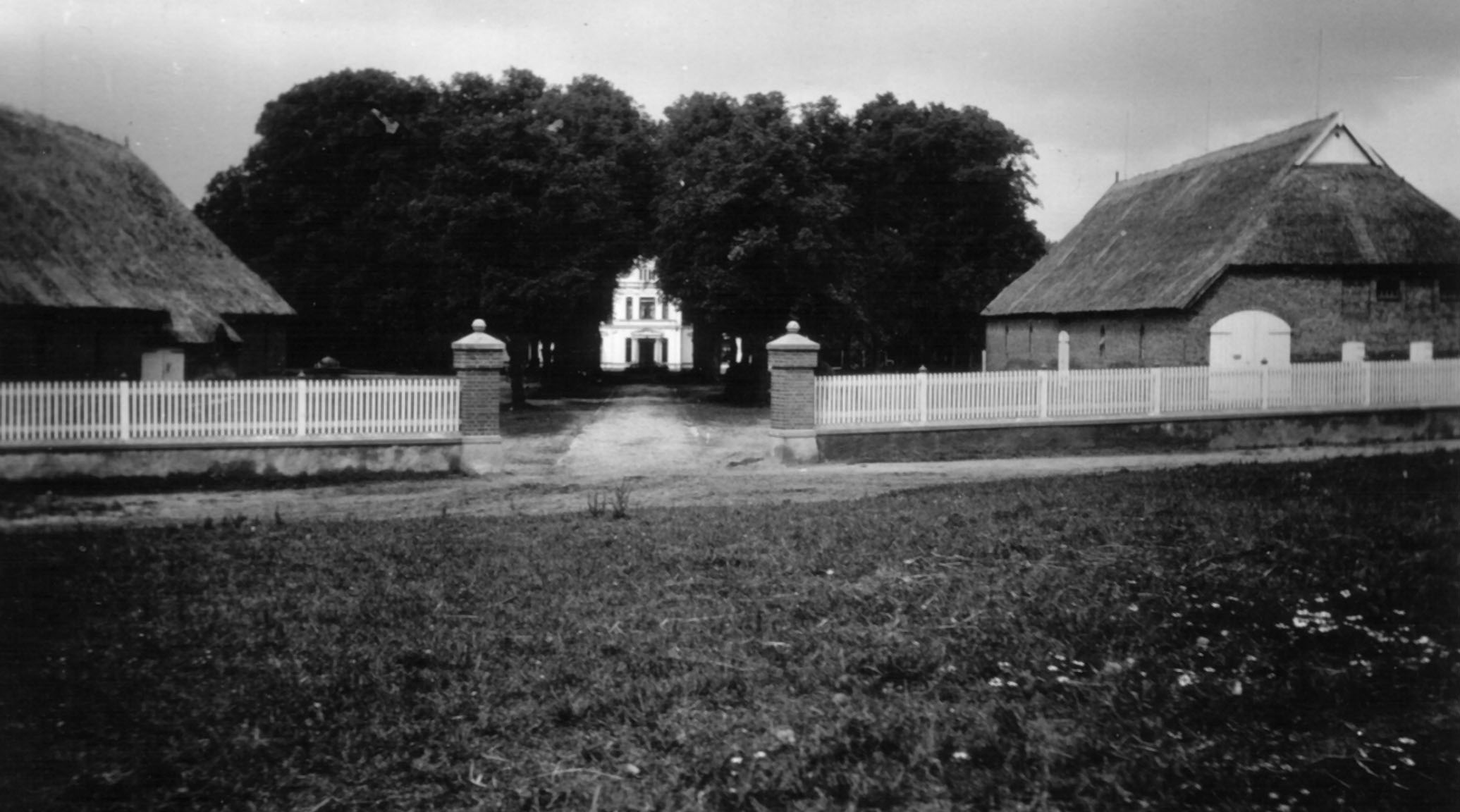
Gutsensemble um 1900

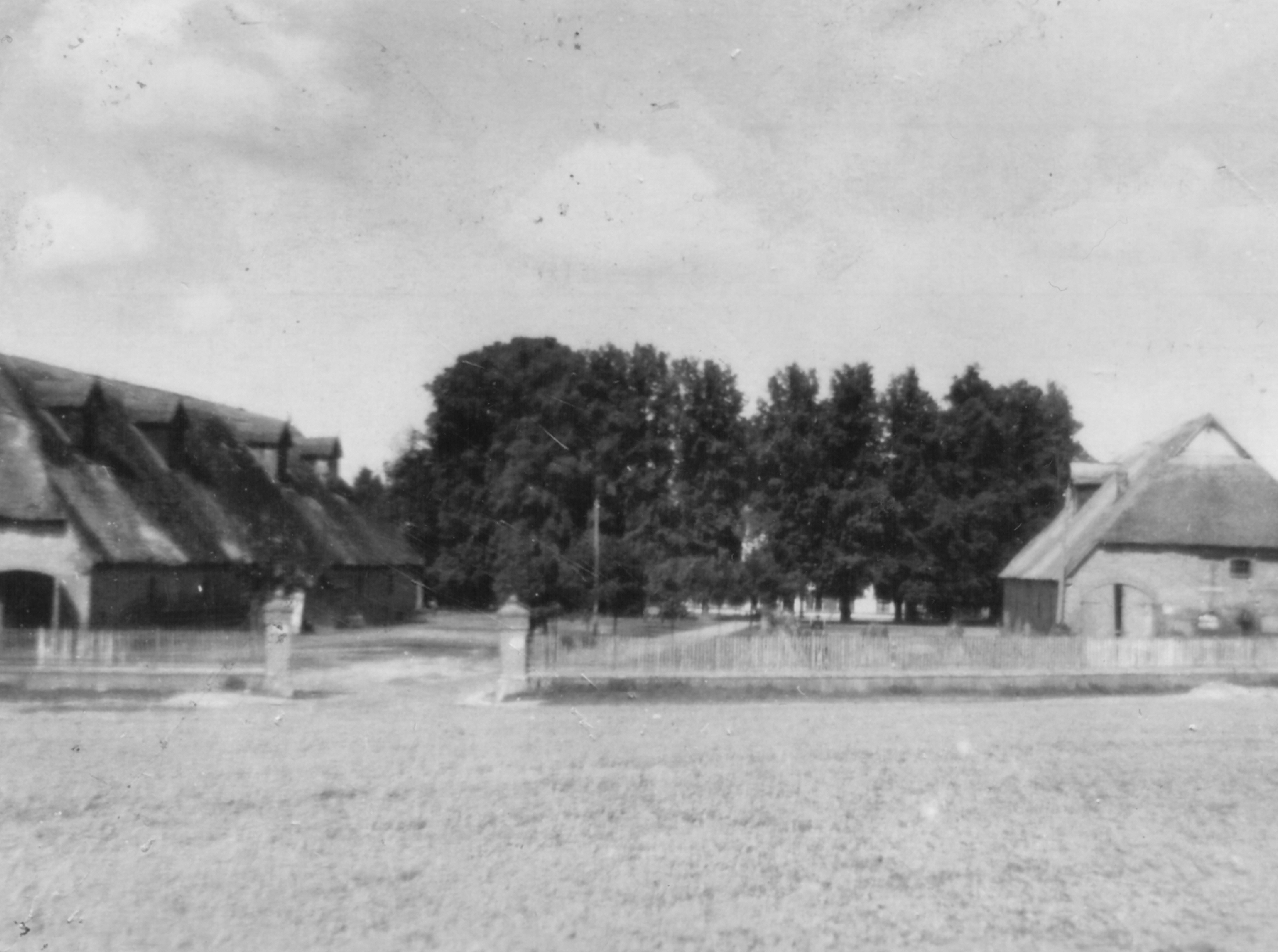
Gutsensemble um 1943

Die uradelige mecklenburgische Familie von Drieberg ließ auf Teilen der ehemaligen Burgfundamente zu Beginn des 16. Jahrhunderts ein Gutshaus errichten. Unter dem Gebäude befand sich bis zum Kriegsende im Jahre 1945 ein Fluchttunnel, der aus der Zeit der mittelalterlichen Burganlage stammte; ob dieser Tunnel im Zuge der epochalen Nachkriegsereignisse bis heute erhalten blieb, wurde nicht überliefert. Im Laufe der Zeit erfuhr dieses Haus immer wieder bauliche Veränderungen. Im Jahre 1782 wurden das Gebäude sowie das Rittergut Dolgen insgesamt Eigentum des späteren Ministers, Geheimeraths- und Regierungspräsidenten (1836) Mecklenburgs, Leopold von Plessen. Dieser ließ zu Beginn des 19. Jahrhunderts das Gutshaus zu einem repräsentativen Herrenhaus mit Mansardwalmdach und einem zweistöckigen Mittelrisalit im Stil der Neorenaissance umbauen und nutzte es ab dem Jahre 1824 bis zu seinem Tode im Jahre 1837 jeweils intensiv in den Sommermonaten. Für den Umbau orientierten sich Leopold von Plessen und seine Frau Sophie an den Bauplänen des Herrenhauses Orellen der Familie von Campenhausen in Livland (heute Ungurmuiža, Kirchspiel Raiskums, Gemeinde Pārgauja in Lettland). Dolgen und sein Herrenhaus erreichten unter Leopold von Plessen durch die Besuche zahlreicher in- und ausländischer Staatsgäste und anderer hochgestellter Persönlichkeiten beachtliche politische Bedeutung. 1837 hatte das Rittergut Dolgen 93 Einwohner. Die zum Gutsensemble gehörenden rohrgedeckten Stallungen und die zum Herrenhaus führende Kopfsteinpflasterallee wurden zu Zeiten der DDR sowie nach der Wiedervereinigung Deutschlands im Jahre 1990 vollständig beseitigt. Im Jahre 1994 wurde das Herrenhaus von der Treuhandliegenschaftsgesellschaft im Bieterverfahren versteigert und anschließend umfassend und weitgehend detailgetreu im Stil der Neorenaissance saniert. Es wird heute zu Wohnzwecken genutzt. Auf dem Areal befinden sich noch Reste der vormaligen Familienkapelle und Erbbegräbnisstätte der Familie von Plessen aus dem Haus Dolgen; dieses Gebäude wurde ab der 1950er Jahre als Unterstellraum verwendet, nachdem die Toten zuvor auf den Kirchfriedhof von Hohen Sprenz in ein anonymes Massengrab umgebettet worden waren. Das zum Gutsensemble und Herrenhaus gehörende Verwalterhaus blieb weitgehend originalgetreu erhalten und wurde saniert.

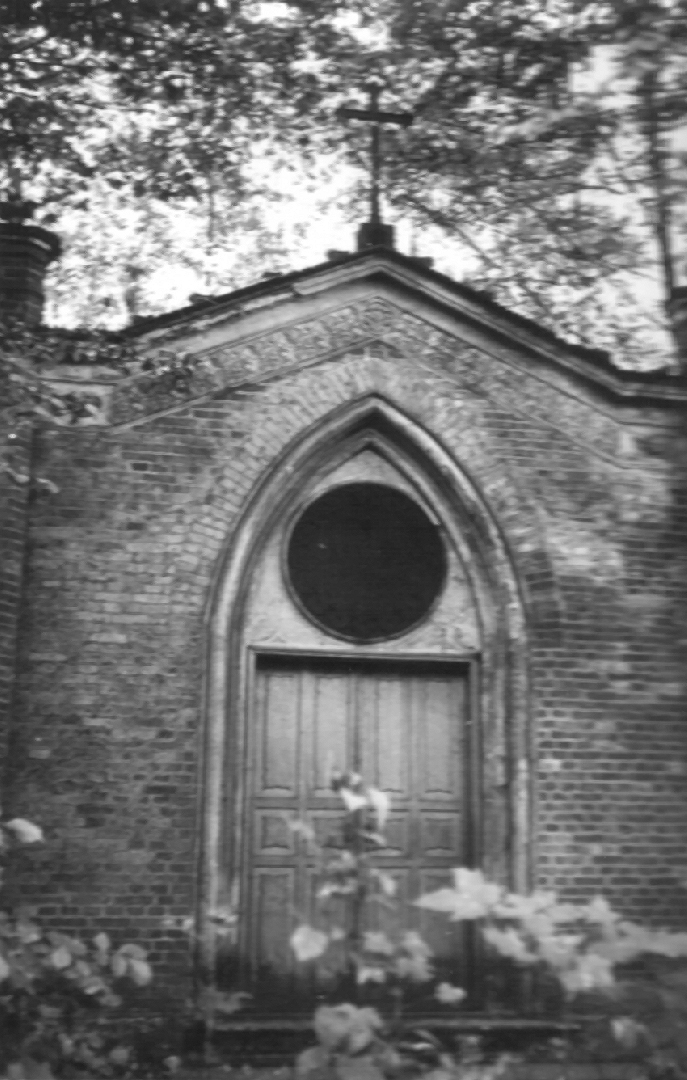
Familienkapelle, 1944
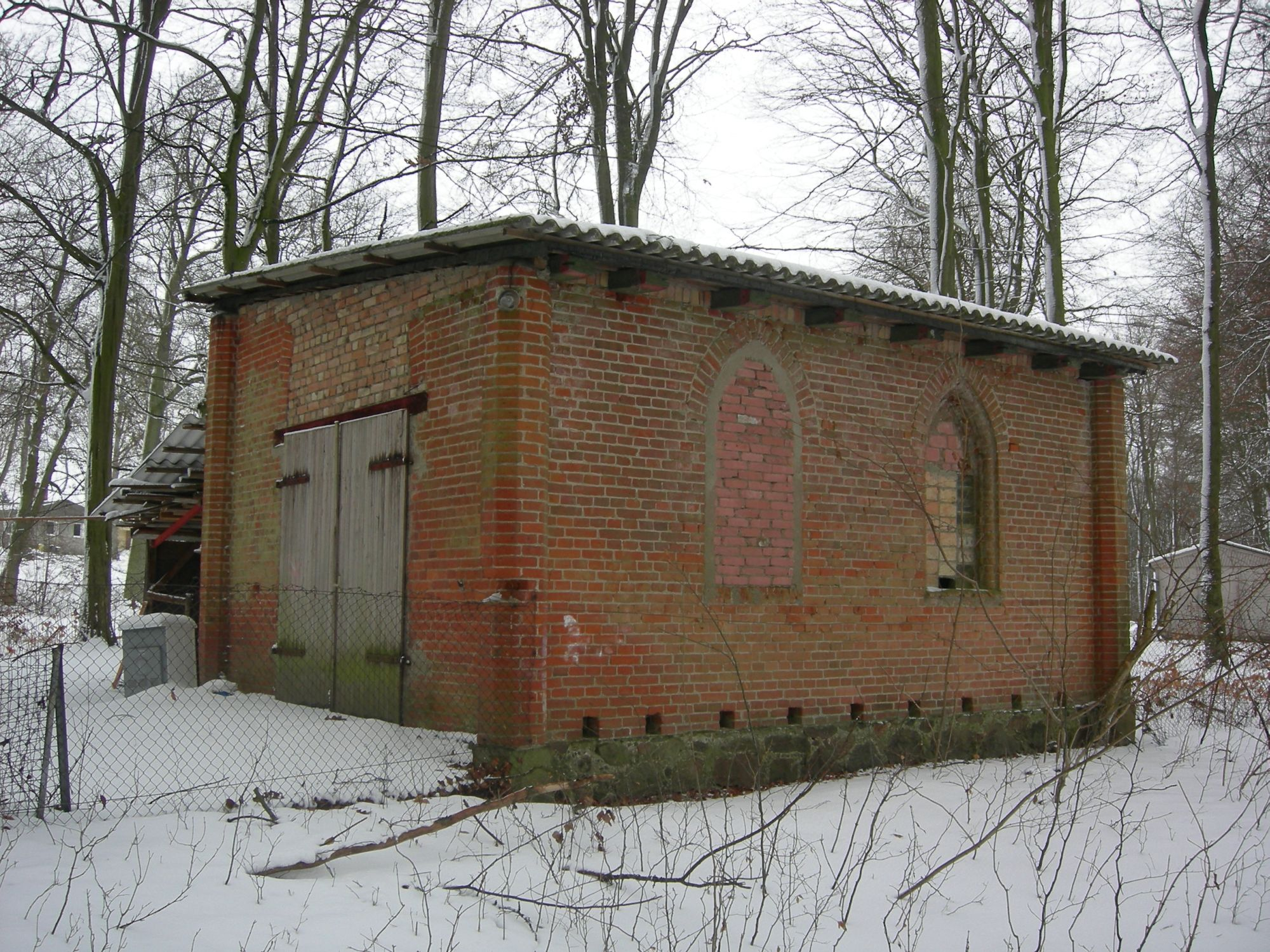
Familienkapelle, 2010
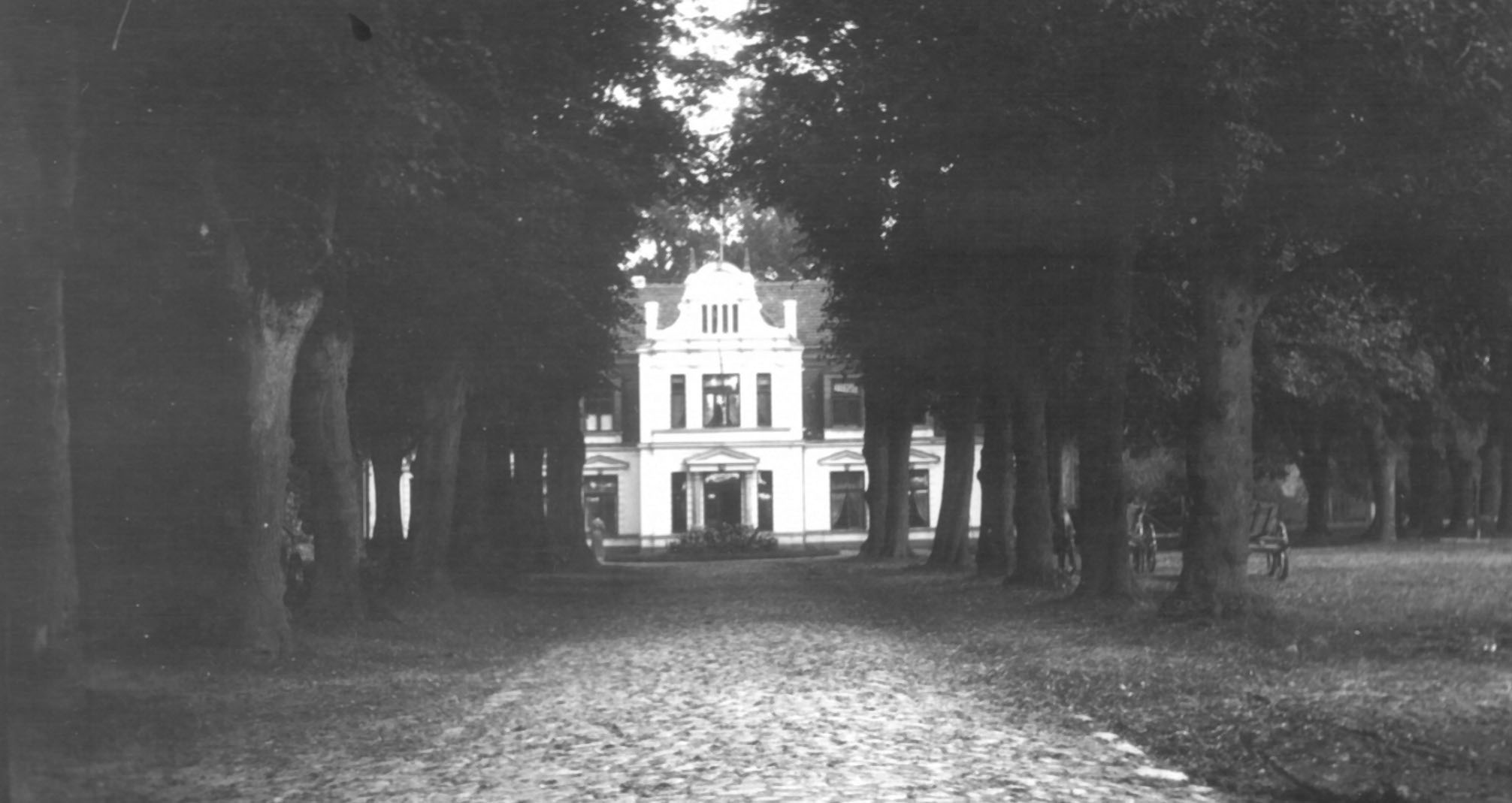
Allee, 1935
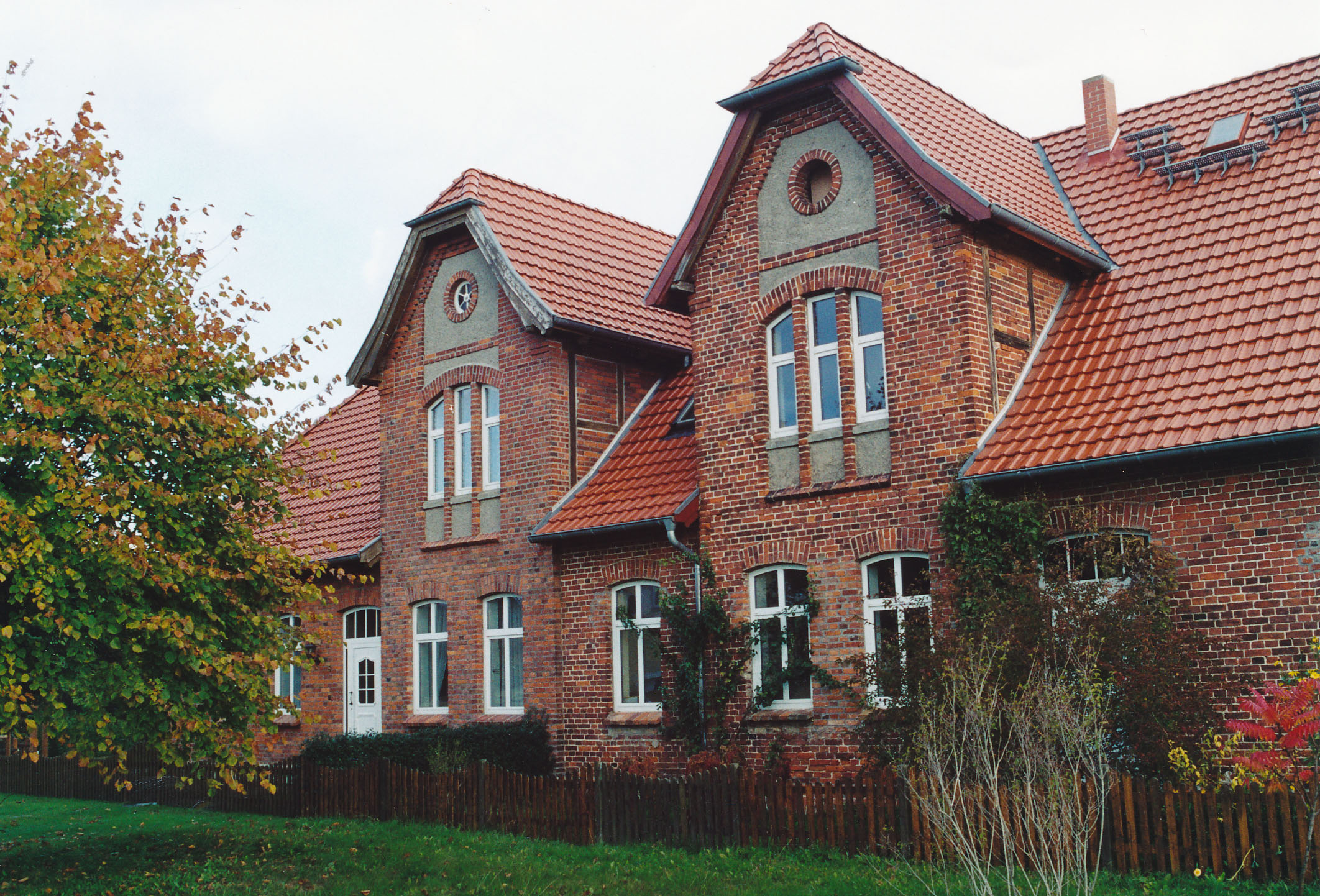
Verwalterhaus, 2003

## Gutsherren aus dem Geschlecht der Plessen

Leopold von Plessen

Die Besitzverhältnisse des Rittergutes Dolgen durch die Gutsherrenfamilie derer von Plessen stellen sich bis zur Enteignung im Jahr 1945 wie folgt dar:
- von 1782 bis 1837: Leopold Engelke Hartwig von Plessen (1769–1837)
- von 1837 bis 1855: Hermann Leopold Christian von Plessen (1810–1855)
- von 1855 bis 1871: Hermann Leopold August von Plessen (1848–1871)
- von 1871 bis 1915: Gustav Julius Ferdinand von Plessen (1851–1915)
- von 1915 bis 1945: Leopold Friedrich Ernst Hans von Plessen (1889–1945)
- 1945 (?): Hartwig von Plessen (1927–2009)